# デニス・パンクラトフ
デニス・パンクラトフ（ロシア語: Денис Панкратов, ラテン文字転写: Denis Pankratov, 1974年7月4日 - ）は、ロシア連邦ヴォルゴグラード州ヴォルゴグラード出身のロシア人男子競泳選手である。1996年アトランタオリンピックで100mバタフライ・200mバタフライで二冠を達成した選手。

## 経歴

### 1992年バルセロナオリンピック
18歳で初出場となったバルセロナオリンピックでは100mバタフライのみにエントリーし、6位入賞を果たした。

### 1993年欧州水泳選手権
200mバタフライと400mメドレーリレーで二冠、100mバタフライでは2位になり、3個のメダルを獲得した。

### 1994年世界水泳選手権
欧州王者として臨んだ世界水泳選手権では200mバタフライで優勝、400mフリーリレーと400mメドレーリレーで銀メダル、100mバタフライで銅メダル、計4個のメダルを獲得する活躍を見せた。

### 1995年欧州水泳選手権
6月に自身初となる世界新記録を樹立して、好調のまま出場した1995年欧州水泳選手権では100mバタフライ・200mバタフライ・400mメドレーリレーの三冠を達成。100mバタフライでは再び世界新記録を更新する52.27を叩き出した。

### 1996年アトランタオリンピック
2度目となるアトランタオリンピックでは100mバタフライ・200mバタフライで二冠を達成。100mバタフライ決勝では世界新記録52.27を樹立した。

### 2000年シドニーオリンピック
3度目となるシドニーオリンピックではすでに全盛期を過ぎており、200mバタフライで7位に終わった。
2002年に現役を引退した。